# SoftBank 102HW
SoftBank 102HW (そふとばんく いちまるにえいちだぶりゅ)は、 華為技術日本製のモバイルWi-Fiルーターで、ソフトバンクモバイルによる、DC-HSDPAサービスであるULTRA SPEEDとWireless City PlanningのMVNOとして提供する第3.9世代移動通信システム、AXGP通信サービスのデュアルモード通信（SoftBank 4G）に対応したモバイルWiFiルータ端末である。

## 概要
SoftBank 4Gのデータ端末としては3号機にあたり、初となる下り110Mbpsの高速通信に対応したモデルとなる。
@TCOMはWCPのMVNO事業者であるが、使用する端末としては本端末を採用し、結果、SBMともMVNO契約する形を採用している。

## 歴史
- 2012年10月19日 - 発売開始。